# Hasan Yeşilbudak
Hasan Yeşilbudak (ur. 11 stycznia 1984 w Adanie) – turecki siatkarz grający na pozycji libero, reprezentant Turcji. 

## Sukcesy klubowe
Puchar Turcji:
- 2000, 2001, 2018

Mistrzostwo Turcji:
- 2001, 2003, 2013, 2015, 2016, 2017, 2018
- 2008, 2021, 2024[2], 2025[3]
- 2002, 2012, 2022[4], 2023[5]

Memoriał Zdzisława Ambroziaka:
- 2012

Superpuchar Turcji:
- 2015, 2018, 2020

## Nagrody indywidualne
- 2012: Najlepszy atakujący Memoriału Zdzisława Ambroziaka
- 2013: Najlepszy libero w finale tureckiej Efeler Ligi
- 2016: Najlepszy libero w finale tureckiej Efeler Ligi
- 2018: Najlepszy libero w finale tureckiej Efeler Ligi